# Île aux Bœufs (Marne)
Pour les articles homonymes, voir Île aux Bœufs.
L'île aux Bœufs est une île de la Marne, en France appartenant administrativement à Varreddes.

## Description
Elle s'étend sur un peu plus de 150 m de longueur pour une largeur maximale de moins de 72 m. 